# قزلبلاغ (مقاطعة ديواندرة)
قزلبلاغ (بالفارسية: قزلبلاغ) هي قرية تقع في قسم سارال الريفي (مقاطعة ديواندرة) في إيران. يقدر عدد سكانها بـ 410 نسمة .